# Domingos Puglisi
Domingos Puglisi, född 4 november 1911, död 9 juni 2004, var en friidrottare från Brasilien. Han deltog vid olympiska sommarspelen 1932.